# Surville (Manche)
Surville és un municipi francès situat al departament de la Manche i a la regió de Normandia. L'any 2007 tenia 192 habitants.

## Demografia

### Població
El 2007 la població de fet de Surville era de 192 persones. Hi havia 85 famílies de les quals 32 eren unipersonals (16 homes vivint sols i 16 dones vivint soles), 33 parelles sense fills, 12 parelles amb fills i 8 famílies monoparentals amb fills.
La població ha evolucionat segons el següent gràfic:
Habitants censats

### Habitatges
El 2007 hi havia 278 habitatges, 92 eren l'habitatge principal de la família, 185 eren segones residències i 1 estava desocupat. 168 eren cases i 1 era un apartament. Dels 92 habitatges principals, 81 estaven ocupats pels seus propietaris, 7 estaven llogats i ocupats pels llogaters i 4 estaven cedits a títol gratuït; 3 tenien una cambra, 7 en tenien dues, 17 en tenien tres, 29 en tenien quatre i 36 en tenien cinc o més. 62 habitatges disposaven pel capbaix d'una plaça de pàrquing. A 52 habitatges hi havia un automòbil i a 34 n'hi havia dos o més.

### Piràmide de població
La piràmide de població per edats i sexe el 2009 era:
| Homes | Edats   | Dones |
| ----- | ------- | ----- |
| 0     | 95 o +  | 0     |
| 0     | 90 a 94 | 0     |
| 0     | 85 a 89 | 0     |
| 0     | 80 a 84 | 0     |
| 0     | 75 a 79 | 0     |
| 16    | 70 a 74 | 0     |
| 4     | 65 a 69 | 4     |
| 4     | 60 a 64 | 12    |
| 4     | 55 a 59 | 0     |
| 4     | 50 a 54 | 4     |
| 0     | 45 a 49 | 0     |
| 4     | 40 a 44 | 0     |
| 20    | 35 a 39 | 8     |
| 0     | 30 a 34 | 4     |
| 8     | 25 a 29 | 8     |
| 0     | 20 a 24 | 0     |
| 8     | 15 a 19 | 0     |
| 4     | 10 a 14 | 12    |
| 4     | 5 a 9   | 0     |
| 4     | 0 a 4   | 0     |

## Economia
El 2007 la població en edat de treballar era de 121 persones, 86 eren actives i 35 eren inactives. De les 86 persones actives 71 estaven ocupades (40 homes i 31 dones) i 15 estaven aturades (13 homes i 2 dones). De les 35 persones inactives 13 estaven jubilades, 11 estaven estudiant i 11 estaven classificades com a «altres inactius».

### Ingressos
El 2009 a Surville hi havia 85 unitats fiscals que integraven 184 persones, la mediana anual d'ingressos fiscals per persona era de 15.717 €.

### Activitats econòmiques
Dels 10 establiments que hi havia el 2007, 3 eren d'empreses de construcció, 2 d'empreses de comerç i reparació d'automòbils, 2 d'empreses d'hostatgeria i restauració, 1 d'una empresa immobiliària, 1 d'una empresa de serveis i 1 d'una entitat de l'administració pública.
Dels 5 establiments de servei als particulars que hi havia el 2009, 2 eren paletes, 1 fusteria i 2 restaurants.
L'any 2000 a Surville hi havia 9 explotacions agrícoles que ocupaven un total de 123 hectàrees.

## Poblacions més properes
El següent diagrama mostra les poblacions més properes.